# Unai Elorriaga López de Letona
Unai Elorriaga López de Letona (Bilbao, 14 de febrer de 1973) és un escriptor basc en llengua basca. Ha publicat fins al moment cinc novel·les, una obra de teatre, tres obres infantils i diverses traduccions.

## Biografia
Nascut a Bilbao, ha viscut sempre al barri d'Algorta del municipi de Getxo (Biscaia). Llicenciat en Filosofia i Lletres, secció Filologia Basca per la Universitat de Deusto, al llarg dels anys ha estat professor de Llengua i Literatura, corrector, traductor i investigador treballant principalment en l'editorial Edebé i la Fundació Labayru. La seva primera obra va ser l'assaig Literatur ideia batzuk, editada per Labayru el 2001. Aquest mateix any va publicar el seu opera prima escrita en basc, SPrako tranbia (Un tramvia en SP) per mitjà de l'editorial basca Elkar, que li va proporcionar fama i prestigi com a escriptor, especialment després que aquesta obra fos guardonada amb el Premi Nacional de Narrativa d'Espanya de 2002, convertint-se Unai Elorriaga en el segon escriptor en basc a obtenir aquest premi, després de Bernardo Atxaga el 1989. Aquest guardó va donar a conèixer Elorriaga més enllà del País Basc i des de llavors l'editorial Alfaguara ha publicat totes les seves novel·les traduïdes al castellà. L'èxit obtingut va permetre a Unai dedicar-se a l'escriptura de forma professional fins que va aconseguir plaça de professor el 2016.
Dos anys més tard, el 2003, va publicar Van't Hoffen ilea (El pèl de Van't Hoff) gràcies a la beca Igartza que ofereixen l'editorial Elkar i l'Ajuntament de Beasain. Vredaman va ser el següent el 2005 i està compost per quatre relats, un dels quals va adaptar el propi Elorriaga com a conte infantil amb el títol Matxinsaltoen belarriak (Les orelles de les llagostes) el 2006. Vredaman va ser guardonat el 2010 amb el NEA International Literary Award, concedit pel govern dels Estats Units, traduït com Plants don't drink cofee.
Londres kartoizkoa da (Londres és de cartró) és el resultat de quatre anys de treball, editat el 2009, que té com a tema principal les característiques i complexitats de les dictadures. Premi de la Crítica de narrativa basca per la seva última novel·la, Iazko hezurrak (Mapes i gossos), i ha estat finalista, de nou, del Premi Nacional de Narrativa d'Espanya i del Premi de Literatura Euskadi. El 2016 ha estat finalista del Premi de Literatura Euskadi pel seu llibre infantil 107 kiwi.
El propi Elorriaga és el traductor de les seves obres al castellà. Les seves novel·les han estat traduïdes a múltiples idiomes: italià, anglès, gallec, alemany, català, serbi, rus i estonià entre d'altres.
És col·laborador en premsa escrita (El País, Deia, Euskaldunon Egunkaria, Berria...) i ha estat professor i ponent en universitats de tot el món: Oxford, Georgetown, Universitat del País Basc, Universitat de Dublín, Universitat d'Aberdeen, École Normale Supérieure de Lyon…

### Novel·les
- SPrako tranbia, Elkar (2001). En castellano Un tranvía en SP, Alfaguara. En italià Un tram a sp, Gran via. En alemany Lucas oder Der Himmel über Nepal, Schöffling. En serbi Tramvaj za S.P., Samizdat B92. En estonià Tramm Šiša Pangmale, Loomingu Raamatukogu.
- Van't Hoffen ilea, Elkar (2003). En castellà El pelo de Van't Hoff, Alfaguara. En gallec O pelo de Van't Hoff, Galaxia.
- Vredaman, Elkar (2005). En castellà Vredaman, Alfaguara. En italià Le piante per esempio non bevono caffelatte, Gran via. En anglès Plants don't drink coffee, Archipelago books.
- Londres kartoizkoa da, Elkar (2009). En castellà Londres es de cartón, Alfaguara
- Iazko hezurrak, Susa (2014).

### Teatre
- Doministiku egin dute arrainek / Y los peces estornudaron, Letranómada (2008). Publicada a l'Argentina.

### Infantil
- Matxinsaltoen belarriak, Elkar (2006). En castellà Las orejas de los saltamontes, Alfaguara.
- Zizili, Elkar (2012).
- 107 kiwi, Elkar (2015).

### Didáctica
- Literatur ideia batzuk, Labayru (2001).

### Traduccions
- Nogueira doktorearen laborategia. Traducció al basca del llibre de Agustín Fernández Paz O laboratorio do doutor Nogueira. Elkar (2000).
- Etorkizunik ez. Traducció al basc del treball de Marilar Aleixandre. Elkar (2001).
- Artzapezpikuaren bisita. Traducción al basc del llibre d'Ádám Bodor Az érsek látogatása. Elkar (2011).

## Filmografia
la seva novel·la SPrakop tranvia fou duta al cinema en 2008 pel director Aitzol Aramaio con el títol Un poco de chocolate.